# Jákótelke
Jákótelke (románul Horlacea) falu Romániában Kolozs megyében, Bánffyhunyadtól 8 km-re délre. Kalotaszentkirályhoz tartozik.

## Nevének eredete
A középkori birtokosáról a Jákó családtól kaphatta nevét. 1393-as említése azonban így szól: "Poss. regalis Jakotelke al(io)nom(ine) Horthlaka". Ebből a középkori elnevezésből ered a falu román elnevezése, ami a korai magyar-román együttélés egyik emléke.
Elnevezései: 1839-ben Horletsej, Horlotsel, 1873-ban Horlecsec,  
Jakotelke, 1920-ban Harlocia.

## Lakossága
1850-ben a 108 fős településen 89 magyar élt. 1992-re 173 főre nőtt lakosságából 138 fő magyar.
Magyar lakossága a reformáció óta református.

## Története
Gyülekezete régen Magyarvalkó filiája volt, 1782-től Kalotadámoshoz tartozik. 
A falu a trianoni békeszerződésig Kolozs vármegye Bánffyhunyadi járásához tartozott.

## Látnivaló
Református temploma a 15. században épült gótikus stílusban. A nyugati épületrészt 1685-ben átépítették, majd 1747-ben renoválták. A keleti részt 1804-ben építették újjá, tornya 1842-ből való.
A tatarozással a templom elveszített eredeti kalotaszegi jellegét, mivel az új részekbe a szűkös anyagi lehetőségek miatt nem helyezhették már vissza a régi festett fakazettákat, melyeket Umling Lőrinc és fia festettek 1786-ban.  
A harang 1866-ban a kolozsvári Andrásovszky műhelyében készült.

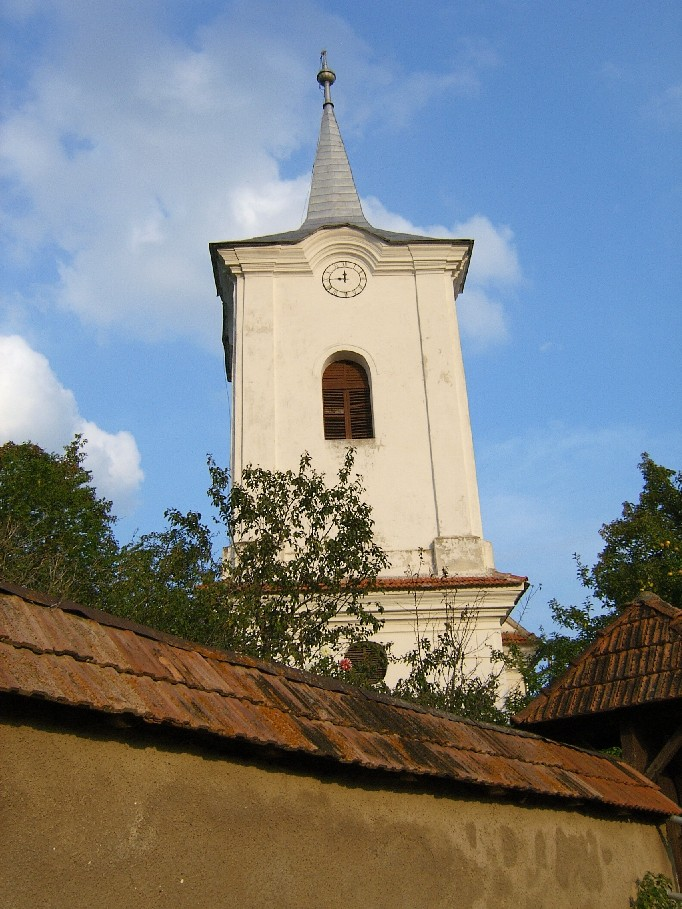
Jákótelki református templom tornya
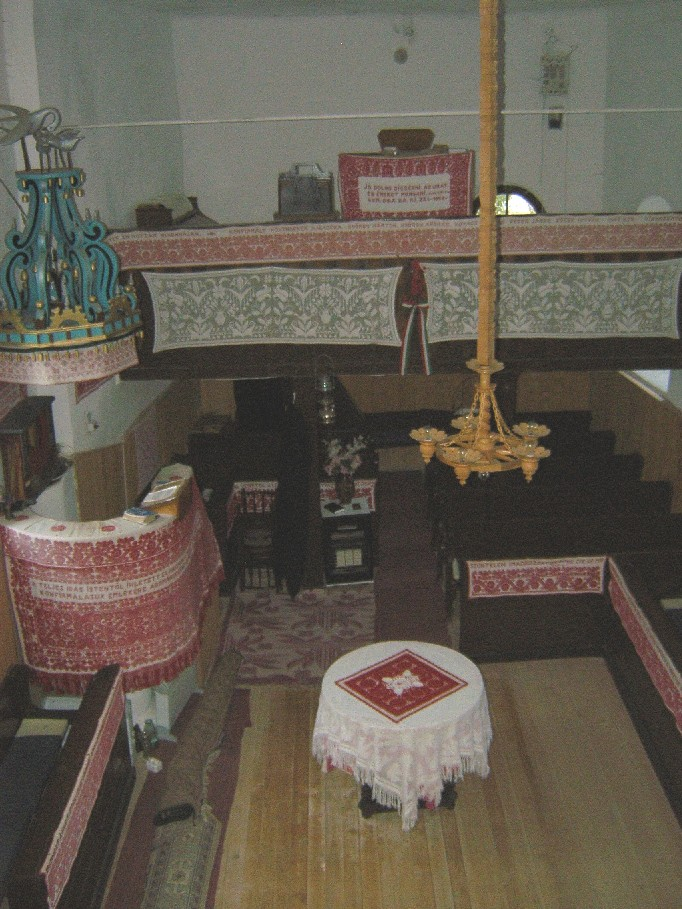
Jákótelki református templombelső
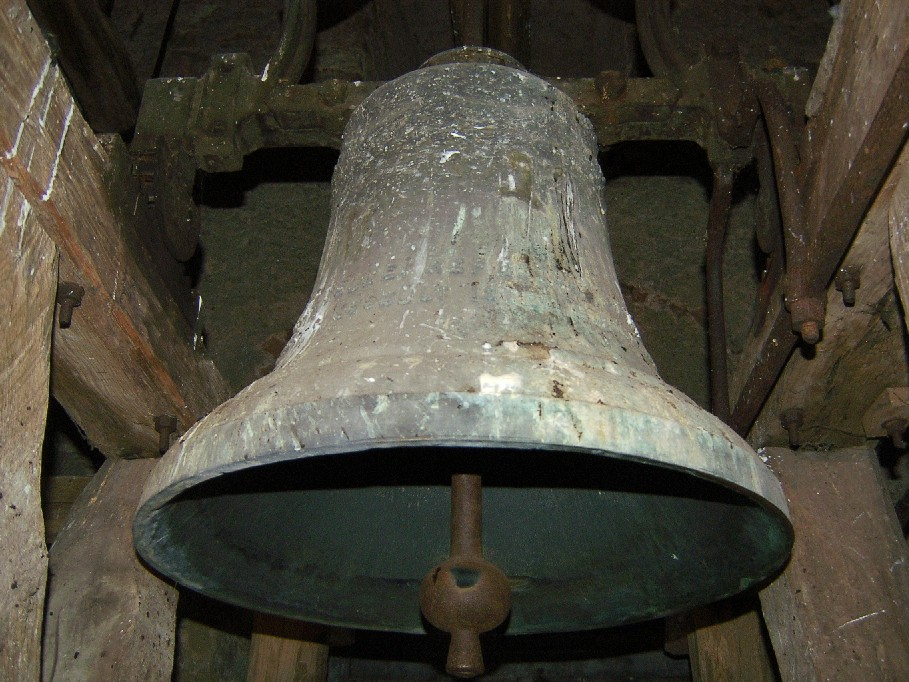
Jákótelki templom harangja